# Megaherz
I Megaherz sono un gruppo alternative metal tedesco, formatosi nel 1993 a Monaco, in Germania. Assieme ad altri gruppi industrial tedeschi, quali Rammstein, OOMPH! ed Eisbrecher, sono considerati i maggiori esponenti del movimento Neue Deutsche Härte.

## Membri
- Alexander "Lex" Wohnhaas – voce
- Cristian "X-ti" Bystron – chitarra
- Wenz "Wenz" Weninger – basso, chitarra
- Jürgen "Bam Bam" Wiehler – batteria
- Roland Vencelj – chitarra

## Discografia
Album in studio
- 1995 - Herzwerk
- 1997 - Wer bist du?
- 1998 - Kopfschuss
- 2000 - Himmelfahrt
- 2002 - Herzwerk II
- 2004 - 5
- 2008 - Heuchler
- 2012 - Götterdämmerung
- 2014 - Zombieland
- 2018 - Komet

Singoli
- 1997 - Gott sein
- 1998 - Rock Me Amadeus
- 1998 - Liebestöter
- 1999 - Freiflug
- 2000 - Himmelfahrt
- 2004 - Dein Herz schlägt
- 2008 - Mann von Welt

Compilation
- 2001 - Querschnitt
- 2009 - Totgesagte leban Länger